# Караїмський цвинтар (Стамбул)

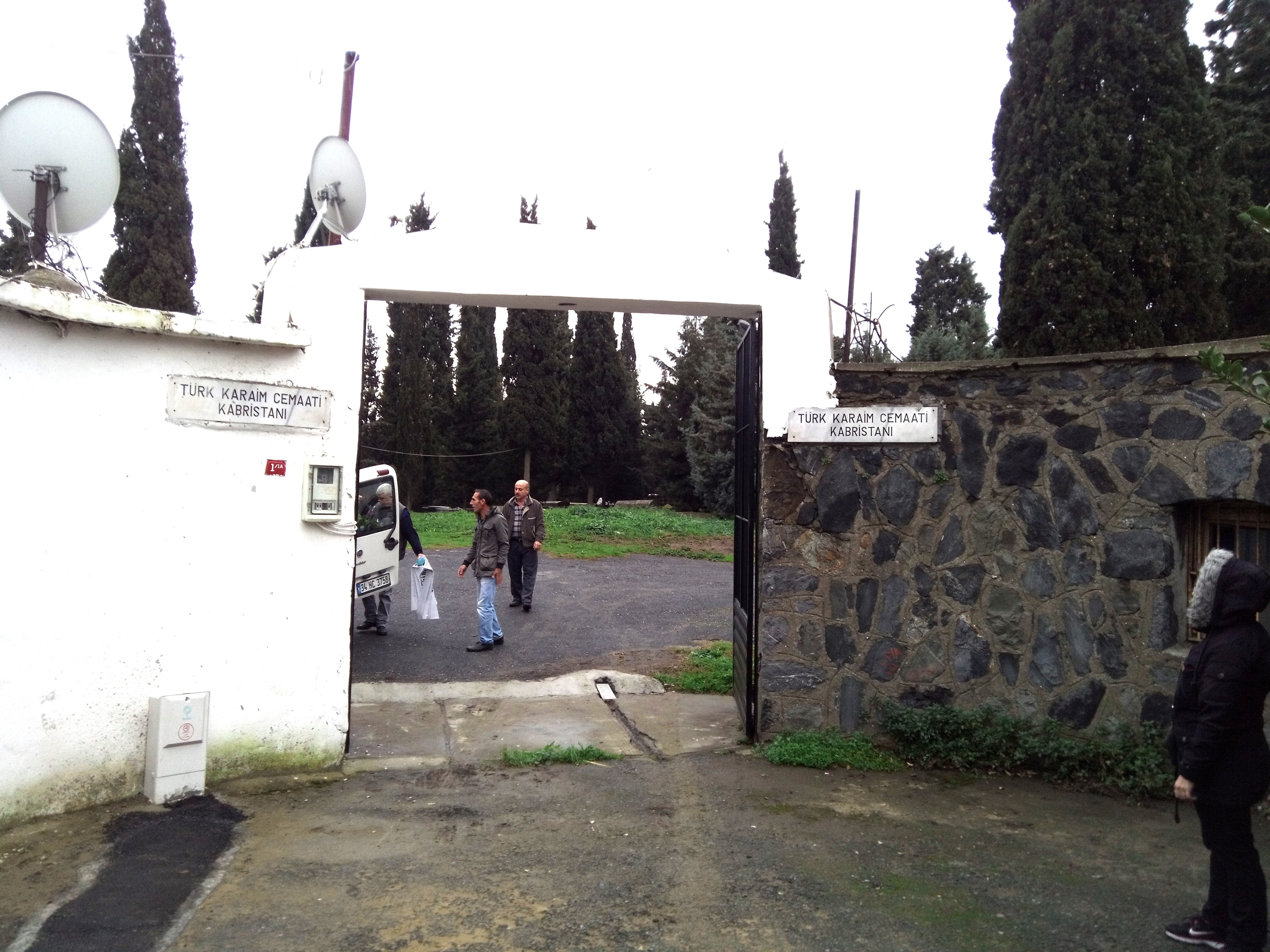
Похорон Газзана Ю. Чаддика 17 грудня 2017 року

Караїмський цвинтар (тур. Türk Karaim cemaati Kabristanı) — караїмське кладовище в Стамбулі, в районі Хаскьой (тур. Hasköy).
Територія кладовища оточена огорожею та охороняється сторожем, перебуває в доглянутому стані. Могилам кримських караїмів відведено окреме місце.
Кладовище повністю зацифроване в рамках проєкту Jewishturkstones [Архівовано 25 травня 2021 у Wayback Machine.].
Найстаріше поховання датується 1408 роком, зростання чисельності поховань починається з XVI століття.
Імена деяких кримських караїмів, похованих на кладовищі «Türk karaim cemaati Kabristani»: Акав Самуїл, Болек Ілля, Бота Марк, Єфет Соломон, Каймаз Смал, Кефелс Ісаак, Кирим Мойс, Пастак Рахель, Саппак Ірина, Стамболі Ілля, Стомболі Анна, Тонгур Ілля, Танатар Ісаак, Танатар Естер, Ерак Михайло, Феруз Авраам, Шишман Михайло.